# Dorothea af Sachsen-Coburg og Gotha
Prinsesse Dorothea af Sachsen-Coburg og Gotha (30. april 1881, Wien -21. januar 1967, Schloss Taxis) var en prinsesse af Sachsen-Coburg og Gotha og titulær hertuginde af Slesvig-Holsten-Sønderborg-Augustenborg. Hun var datter af prins Philip af Sachsen-Coburg og Gotha og prinsesse Louise af Belgien, som var datter af kong Leopold 2. af Belgien. Hun blev gift den 2. august 1898 med hertug Ernst Günther 2. af Slesvig-Holsten-Sønderborg-Augustenborg (1863-1921). 